# Red (canción de Hyuna)
«Red» es un sencillo grabado por la cantante surcoreana Hyuna para su tercer EP, A Talk. Fue publicado el 28 de julio de 2014.

## Recepción
La canción se posicionó en el tercer puesto en Gaon Weekly Digital Chart. El 6 de agosto de 2014, Hyuna ganó su primer trofeo en Show Champion de MBC Music y ganó una vez más en la semana siguiente.
A pesar de llamar a «Red» como «fifty shades of messys», Lucas Villa de AXS elogió a Hyuna por ofrecer un «banger club que enorgullecería a Miley». Rolling Stone nombró a «Red» como uno de los diez mejores vídeos musicales de 2014, posicionándose en el quinto puesto.
«Red» se ubicó en el primer lugar en Chinese Music Charts por cuatro días consecutivos y llegó al primer puesto en las listas musicales de Taiwán.

## Premios y nominaciones
| Año  | Premio                  | Trabajo nominado | Categoría                       | Resultado |
| ---- | ----------------------- | ---------------- | ------------------------------- | --------- |
| 2014 | Golden Disk Awards      | «Red»            | Bonsang digital                 | Ganador   |
| 2014 | Mnet Asian Music Awards | «Red»            | Canción del año                 | Nominado  |
| 2014 | Mnet Asian Music Awards | «Red»            | Mejor actuación de baile - Solo | Nominado  |
| 2014 | Seoul Music Awards      | «Red»            | Premio a la actuación de baile  | Ganador   |

## Posicionamiento en listas
| Listas (2014)          | Mejor posición |
| ---------------------- | -------------- |
| Gaon Digital Chart     | 3              |
| Chinese Music Charts   | 1              |
| Taiwan Music Charts    | 1              |
| US World Digital Chart | 5              |